# Allopatides
Allopatides is een geslacht van zeekomkommers uit de familie Synallactidae.

## Soorten
- Allopatides corrugatus Massin, 1987
- Allopatides dendroides Koehler & Vaney, 1905